# Masahide Kobayashi
Masahide Kobayashi, född den 24 maj 1974, är en japansk idrottare som tog brons i baseboll vid olympiska sommarspelen 2004 i Aten.